# Dust Bowl (nummer)
"Dust Bowl" is een nummer van de Amerikaanse zanger en gitarist Joe Bonamassa. Het nummer verscheen op zijn gelijknamige album uit 2011. Op 28 februari van dat jaar werd het nummer uitgebracht als de enige single van het album.

## Achtergrond
"Dust Bowl" is geschreven door Bonamassa zelf en geproduceerd door Kevin Shirley. Het nummer is opgenomen op het Griekse eiland Santorini. Producer Shirley vertelde over de totstandkoming van het nummer: "Omgeven door een aantal gitaren, zijn computer en een aantal van mijn Griekse instrumenten, begon hij met schrijven - en hij nam de ideeën op met zijn Mac met een ingebouwde microfoon. [...] Op een moment had hij een nummer genaamd "Dust Bowl" geschreven, wat een kronkelende riff was met een aantal regels tekst, maar het ging nergens heen. In ieder geval was ik positief en zei dat het ontwikkeling en een refrein nodig had, en suggereerde hem om iets opbeurends te schrijven, zoals "rising up" zodat de luisteraar er blij van zou worden. [...] Een paar uur later stuurde Joe mij een bericht over zijn schrijfproces, dus ging ik terug. Nadat ik wegging, stond hij op en was hij gefrustreerd, en liep hij terug naar zijn kamer. Onderweg kwam hij langs een twaalfsnarige Eko op de sofa in de woonkamer, die nog uit de toon was vanwege de reis, en schreef hij de belangrijkste riff, dat de ruggengraat van het nummer zou worden."
Shirley vertelde over de opname van "Dust Bowl": "We wilden een goed gevoel, bijna zoals Tom Petty, met een kickdrum die het nummer stabiel zou houden. [...] Muzikaal gezien ontwikkelt het nummer zich niet vanuit de riff, dus probeerde ik om manieren te bedenken om het nummer te ontwikkelen. [...] Ik had net mijn verjaardag gehouden op Santorini en Vangelis, de eigenaar van het autoverhuurbedrijf, gaf mij een baglama, een klein, traditioneel Grieks snaarinstrument, en Joe gebruikte deze om "rags" te maken om het nummer te begeleiden. [...] Na het nummer een aantal keer beluisterd te hebben, vond ik dat de slidesolo te kort was, dus loopte ik de drumsolo en wilde ik dat Joe een gitaarsolo speelde die een zus zou kunnen zijn van de solo op "Happier Times" van het album The Ballad of John Henry, wat een van mijn favoriete solo's van Joe is."
Aan het eind van het nummer werd een tekst, ingesproken door de Nederlander Peter van Weelden, toegevoegd. Shirley vertelde hierover: "Ik wilde de stoffige, zanderige film in mijn hoofd houden, en ik dacht dat wat spoken word iets toe zou voegen. Niemand had echt een stem die goed klonk, totdat Peter van Weelden, die een aantal van Joe's versterkers en pedalen bouwt, vanuit Nederland naar Griekenland kwam om service te verlenen aan de apparatuur van Joe. Toen ik zijn stem hoorde, vond ik dat hij perfect was, dus zaten we daar met een microfoon terwijl hij allerlei dingen zegt, vooral onfatsoenlijk, en de paar zinnen die men kan begrijpen rond zijn sterke Nederlandse accent, vormen het einde van het verhaal..."
"Dust Bowl" bereikte geen landelijke hitlijsten, maar kwam wel op de derde plaats in de Amerikaanse blueslijsten terecht. Daarnaast staat het nummer in Nederland sinds 2015 in de Radio 2 Top 2000, waarbij in het eerste jaar de hoogste notering werd behaald op plaats 1094.

## NPO Radio 2 Top 2000
| Nummer met noteringen in de NPO Radio 2 Top 2000 | '15  | '16  | '17  | '18  | '19  |
| ------------------------------------------------ | ---- | ---- | ---- | ---- | ---- |
| Dust Bowl                                        | 1094 | 1258 | 1239 | 1456 | 1774 |

1. ↑  Een vetgedrukt getal geeft de hoogste notering aan.
2. ↑  2015 was het eerste jaar met een notering voor dit nummer.
3. ↑  Deze tabel is bijgewerkt tot en met de laatste editie (2024).